# Gare de Bonneval
Pour les articles homonymes, voir Bonneval.
La gare de Bonneval est une gare ferroviaire française de la ligne de Brétigny à La Membrolle-sur-Choisille, située sur le territoire de la commune de Bonneval, dans le département d'Eure-et-Loir, en région Centre-Val de Loire.
C'est une gare voyageurs de la Société nationale des chemins de fer français (SNCF), desservie par des trains régionaux TER Centre-Val de Loire.

## Situation ferroviaire
Établie à 132 mètres d'altitude, la gare de Bonneval est située au point kilométrique (PK) 119,548 de la ligne de Brétigny à La Membrolle-sur-Choisille, entre les gares ouvertes de Voves et de Châteaudun. Jusqu'à sa fermeture en 1935, une ligne de tramway reliait la gare à celles de Brou puis Nogent-le-Rotrou.

## Fréquentation
De 2015 à 2023, selon les estimations de la SNCF, la fréquentation annuelle de la gare s'élève aux nombres indiqués dans le tableau ci-dessous.
| Année     | 2015   | 2016   | 2017   | 2018   | 2019   | 2020   | 2021   | 2022   | 2023   |
| --------- | ------ | ------ | ------ | ------ | ------ | ------ | ------ | ------ | ------ |
| Voyageurs | 43 229 | 36 828 | 37 827 | 35 211 | 42 944 | 28 093 | 41 599 | 66 356 | 89 288 |

## Service des voyageurs

### Accueil
Gare SNCF, elle dispose d'un bâtiment voyageurs, avec guichet, ouvert tous les jours. Elle est équipée d'automates pour l'achat de titres de transport.

### Desserte
Bonneval est desservie par des trains TER Centre-Val de Loire de la relation Paris-Austerlitz - Châteaudun -  Vendôme.

### Intermodalité
Un parc pour les vélos et un parking pour les véhicules y sont aménagés. Elle est desservie par des bus.